# Ungarnkapelle (Aachen)

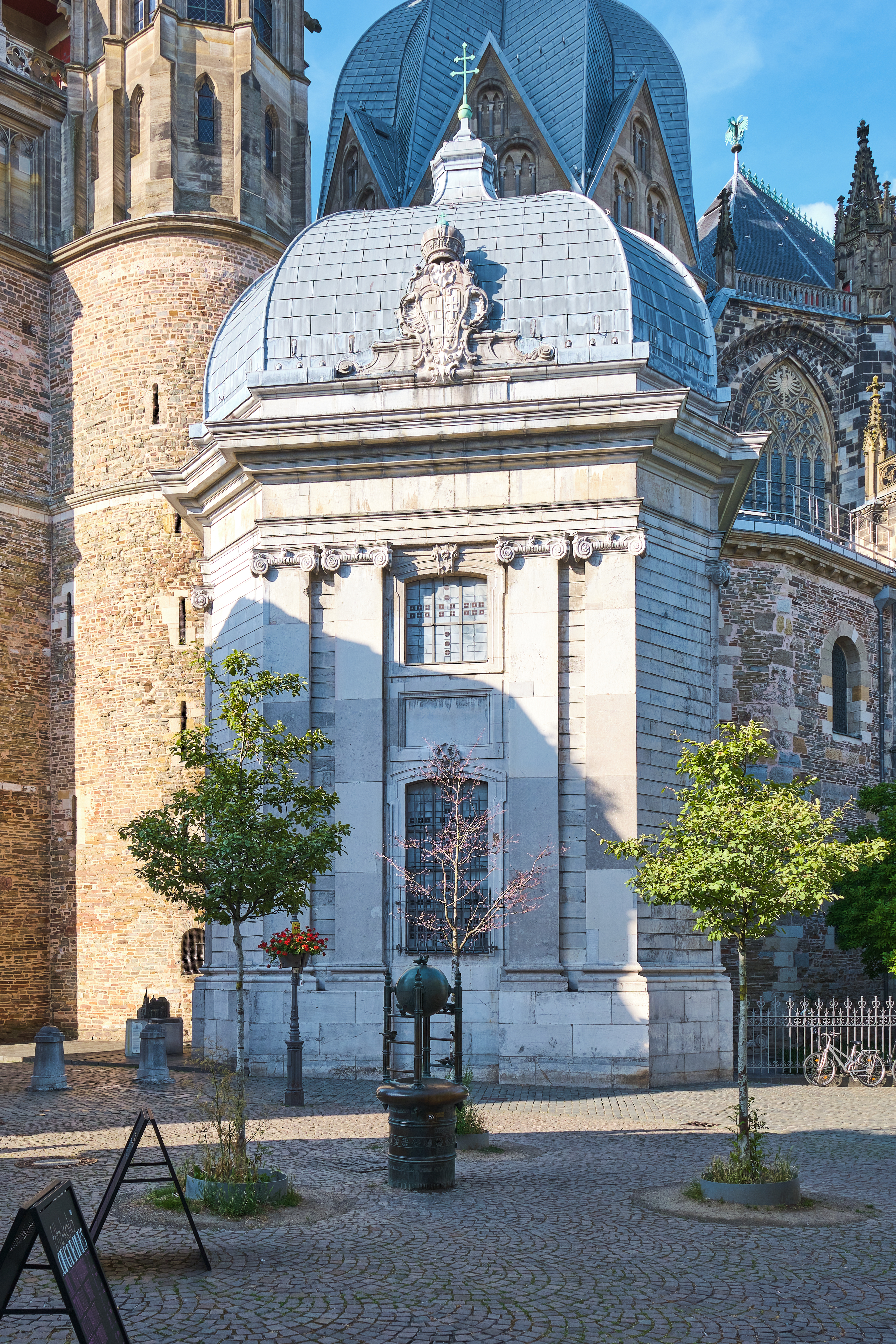
Ungarnkapelle, Teil des Aachener Doms

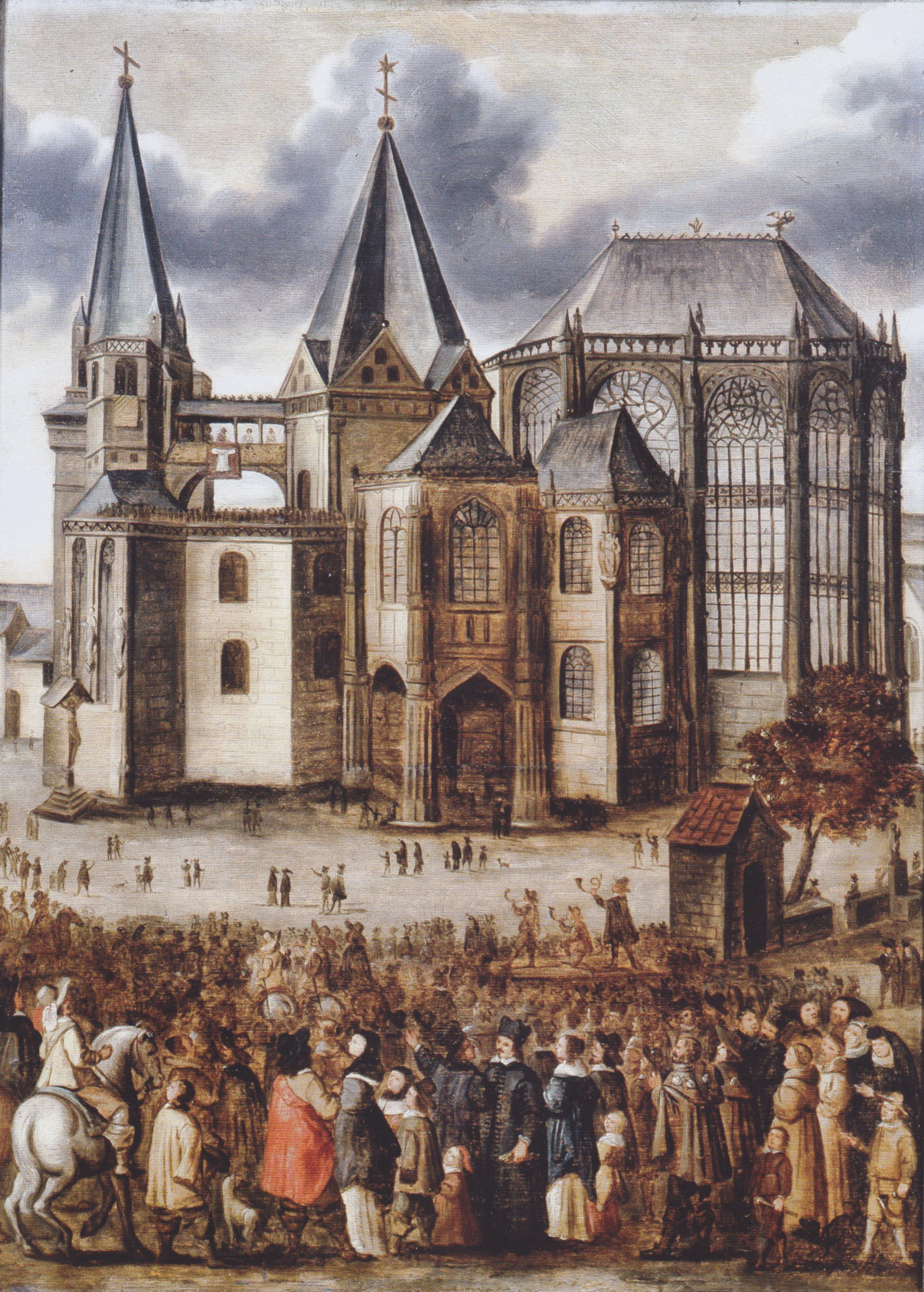
Die Ansicht des Doms mit der gotischen Ungarnkapelle während der Wallfahrt von 1622

Die Ungarnkapelle in Aachen (ungarisch: Aacheni magyar kápolna) ist eine Nebenkapelle des Aachener Doms.

## Aachenfahrt
Seit fast sieben Jahrhunderten verbindet ungarische Pilger eine enge Beziehung mit dem Aachener Dom und den dort aufbewahrten Reliquien. Seit 1349 ziehen die Reliquien der Menschwerdung Christi alle sieben Jahre Pilgerscharen – auch aus Ungarn – in den Dom, der über sechs Jahrhunderte Krönungsstätte der deutschen Könige war.
Die Gründung der ungarischen Kapelle stand in Zusammenhang mit den Wallfahrten, die als Aachenfahrt oder Aachener Heiligtumsfahrt bekannt sind, an denen ungarische Pilger in großer Zahl teilnahmen.
Im Mittelalter war Aachen nach Rom und Santiago de Compostela das drittwichtigste Pilgerziel Europas. In Deutschland ist die Tradition der Aachenfahrten mit der Verehrung der Reliquien verbunden, welche der fränkische Herrscher Karl der Große dem Dom geschenkt hatte. In Ungarn wurde dieser Brauch vermutlich durch früh angesiedelte wallonische und rheinische Siedler eingeführt, und über die ungarndeutschen Gemeinschaften wurde die Aachenfahrt bald auch unter den ungarischen Gläubigen beliebt.

## Reliquien
Die Verehrung in Aachen gilt vier Reliquien, die Karl der Große vom Patriarchen von Jerusalem erhielt und dem Aachener Dom schenkte: das Kleid der Jungfrau Maria, die Windel Jesu, das Tuch mit dem Haupt Johannes des Täufers und der Lendenschurz Christi vom Kreuz. Seit dem 14. Jahrhundert wurde ihre Verehrung alle sieben Jahre durch eine große Wallfahrt gefeiert. (Wegen der COVID-19-Pandemie wurde die Pilgerfahrt im Jahr 2022 verschoben, aber 2023 vom 9. bis 19. Juni nachgeholt.)

## Ungarische Pilger

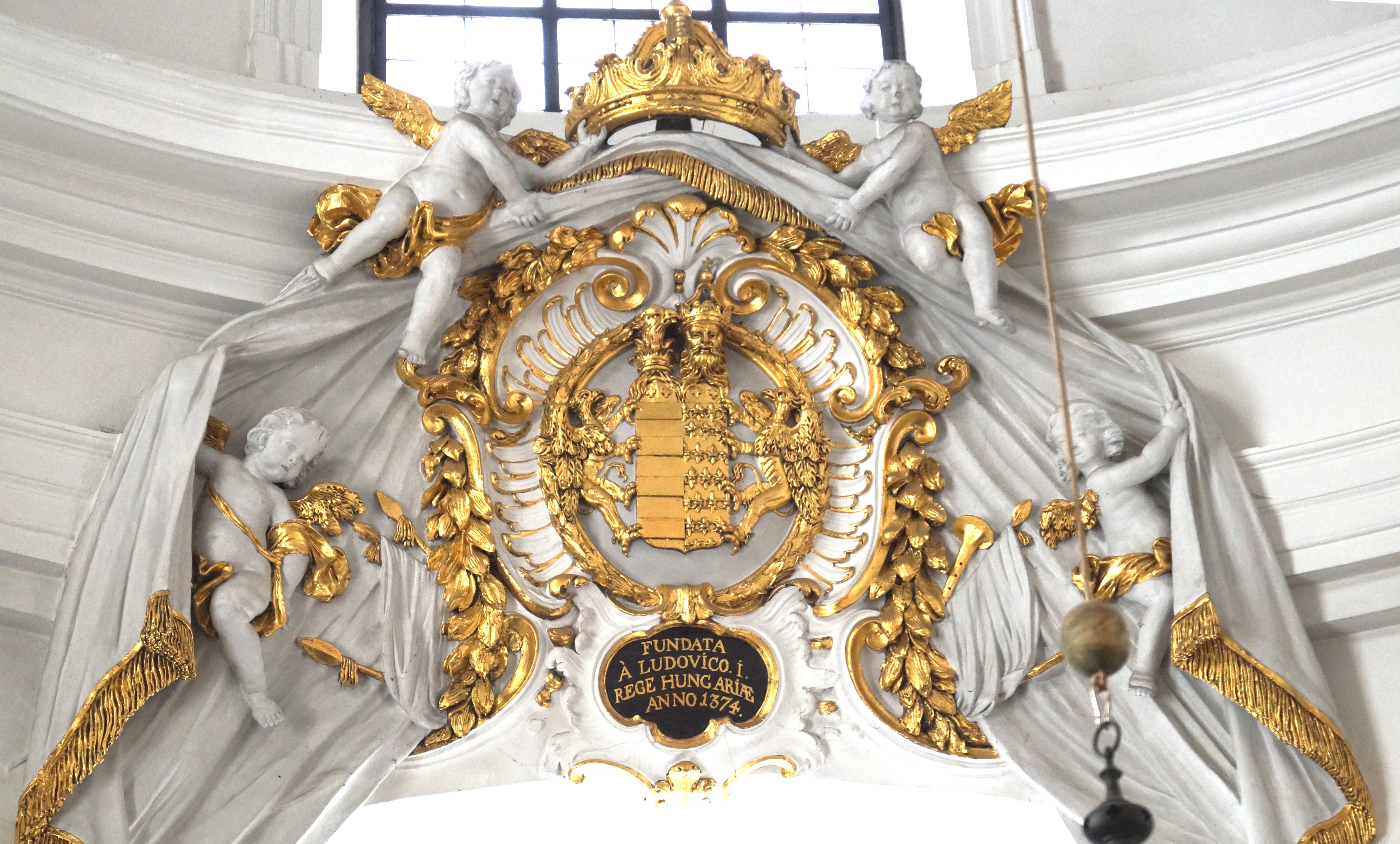
Wappen Ludwig I. von Ungarn

Trotz der über 1200 Kilometer Entfernung nahmen laut zeitgenössischen Chroniken immer die Ungarn am zahlreichsten an den Aachenfahrten teil – in manchen Jahren waren es über 5000 ungarische Pilger. Besonders viele reisten 1414 zur Krönung Sigismunds von Luxemburg zum deutschen König an.
Die Gruppen von mehreren Hundert Pilgern marschierten singend mit Kreuzen, Kerzen und Fahnen, zum Teil auch auf dem Wasserweg über Donau und Rhein. Ihre Route führte über Wien, Passau, Regensburg, Nürnberg, Frankfurt, Mainz und Koblenz nach Andernach, wo sie ab der dortigen Liebfrauenkirche mit dem sogenannten Ungarnkreuz weiterzogen. Dieses im 14. Jahrhundert gefertigte Pestkreuz zeigt den gequälten Christus an einem dreiteiligen Astkreuz – es ist bis heute in der romanischen Kirche von Andernach zu sehen.
Ungarische Pilger konnten in Köln in einem für sie bereitgestellten Haus übernachten. Wohlhabende Ungarn errichteten rund um den Dom prächtige Häuser, von denen viele das heutige Stadtbild zieren. (Zunächst wurden sie 1794 von den einmarschierenden französischen Truppen geräumt, später endgültig 1804 unter Napoleon Bonaparte.)
Das Eintreffen der ungarischen Pilger war für die Aachener stets ein bedeutendes Ereignis. Die Pilger begaben sich zum Hauptportal des Doms und rutschten auf Knien bis zum Marienaltar, wo sie mit ungarischem Geld geschmückte Kerzen darbrachten.

## Vorgeschichte der Kapelle
Elisabeth von Polen, die Witwe Karls I. von Ungarn und Mutter von Ludwig I. von Ungarn, pilgerte 1357 nach Marburg zum Grab der heiligen Elisabeth, dann nach Köln zu den Reliquien der Heiligen Drei Könige und schließlich mit großem Gefolge nach Aachen, um den Schutz der Heiligen Jungfrau für die ungarischen Truppen im Kampf um Dalmatien zu erbitten. Sie traf dort auch Kaiser Karl IV. und Kaiserin Anna und schenkte der Aachener Gnadenstätte kostbare Gaben – einige davon sind bis heute im Domschatz zu sehen.

## Ungarische Kapelle

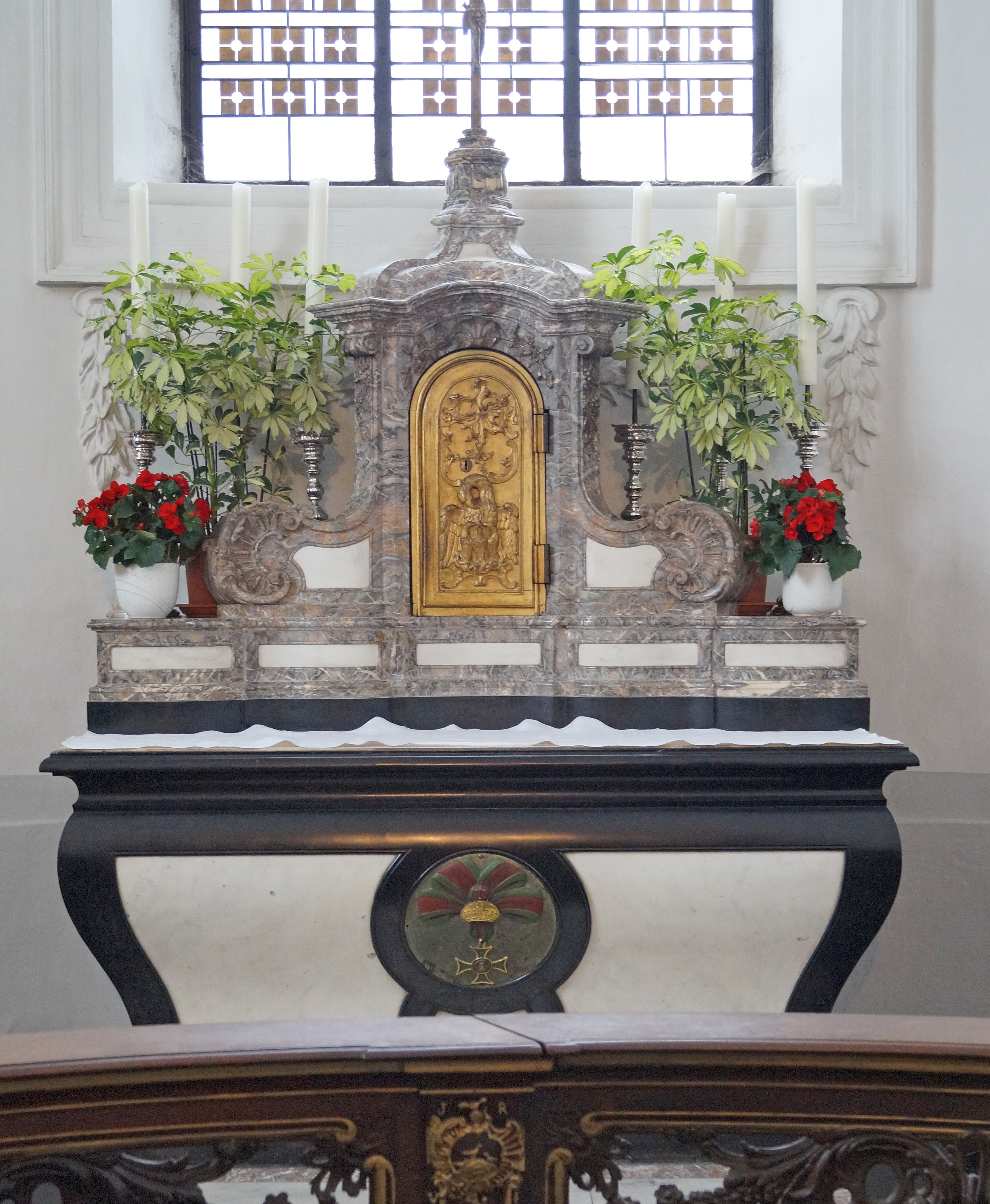
Stephansaltar

Die Eindrücke dieser Reise veranlassten König Ludwig I. den Großen, in Aachen eine Kapelle an den Dom anbauen zu lassen. Während seiner Pilgerfahrt 1364 stiftete er eine bedeutende Summe zum Bau der ungarischen Kapelle und zur Versorgung zweier ungarischer Priester. Die Kapelle wurde 1367 im gotischen Stil vollendet. Die Gründungsurkunde listete liturgische Geräte, Gewänder, Kelche, Altargemälde, Kerzenhalter und Messbücher auf, die der ungarische König beisteuerte. Auch zur Sicherung des Einkommens wurde Land um Aachen erworben, dessen Erträge der Kapelle und den Priestern zugutekamen. Die rechtliche Regelung der Beziehungen zwischen der Stadt Aachen und dem ungarischen Königshaus erfolgte 1370 durch eine Stiftungsurkunde.
Die gotische Kapelle an der Südseite der Kathedrale war direkt an das karolingische Oktogon – die achteckige Kirche Karls des Großen – angeschlossen. Aus bildlichen Darstellungen wie Abraham Hogenbergs Ansicht von 1622 ist bekannt, dass die Kapelle einen dreiseitigen Chor und ein Spitzdach hatte, zwischen den hohen Chorfenstern befanden sich Skulpturen.
Die Kapelle wurde mit Altären für die Reliquien des heiligen Stephan, des heiligen Emmerich und des heiligen Ludwig I. von Ungarn ausgestattet. Diese Altäre standen spätestens 1366, denn Papst Urban V. gewährte dem Kaplan der dem heiligen Ladislaus gewidmeten Kapelle bereits Privilegien. 1374 besuchte König Ludwig der Große vermutlich selbst Aachen, um die Kapelle zu sehen. Die Reliquien der ungarischen Heiligen verliehen dem Gnadenort einen Hauch von Ungarn, sodass man bald im Volksmund von der „Ungarnkapelle“ sprach.

## Erneuerte Kapelle
Mit der Ausbreitung der Reformation im frühen 16. Jahrhundert verschlechterte sich der Zustand der Kapelle, da die ungarischen Spenden zeitweise ausblieben. 1656 zerstörte ein großer Brand das Dach der Kapelle; die Schätze wurden ins Rathaus gebracht. In der Folgezeit verfiel die Kapelle weiter.
Zur Zeit Maria Theresias diente Aachen als Hauptquartier der kaiserlichen Truppen im Erbfolgekrieg. 1747 beauftragte General Karl von Batthyány den Stadtbaumeister Johann Joseph Couven mit dem Wiederaufbau. Die gotische Kapelle wurde abgerissen, der Neubau begann – doch das Projekt scheiterte, die Mauern stürzten ein.
1756 übernahm der Mailänder Architekt Joseph Moretti den Bau. 1764 war das Dach fertig. Die im barock-klassizistischen Stil errichtete Kapelle ist außen quadratisch mit abgerundeten Ecken, innen rund. Eine Seite grenzt an den Dom, die andere an den südlichen Treppenturm. Durch die Rokoko-Skulptur einer Wappenkartusche mit dem bekrönten Wappen Ungarns ist sie von außen als Ungarnkapelle gekennzeichnet.
Im Innern befinden sich über dem Eingang und den drei Fenstern ebenfalls große Wappen. Sie sind mit stilisierten Kronen und Draperien gestaltet. Darunter ist eine schwarze Tafel mit der Inschrift: „FUNDATA A LUDOVICO I REGE HUNGARIAE ANNO 1374“ (Gestiftet von Ludwig I., König von Ungarn, im Jahr 1374). Über dem Portal sind neben dem Wappen Maria Theresias auch die Wappen von Kaiser Franz I. (rechts) und Kaiser Joseph II. (links) zu sehen. In den Nischen der Kapelle stehen Skulpturen vier ungarischer Heiliger: Stephan mit Kreuz und Krone, bekleidet mit Rüstung und Mantel; Ladislaus I. mit Krone, Zepter und Schild; Emmerich mit Zepter, Lilie und Hand auf dem Herzen; Adalbert als Bischof mit Stab und Buch. An der rechten Innenwand befindet sich eine schwarze Marmortafel mit den lateinischen Namen ungarischer heiliger Könige und Fürstinnen.

## Domschatz mit ungarischen Kostbarkeiten
Der Domschatz Aachen zählt zu den bedeutendsten Kirchenschätzen der Welt und wurde 1978 mit dem Dom in die UNESCO-Welterbeliste aufgenommen. Er vereint Kunstwerke von der Spätantike bis zur Neuzeit. Seit 1995 zeigt die neu gestaltete Schatzkammer u. a. auch ungarische Stücke.
Vom Mittelalter bis 1861 wurde der Schatz in einem Wandschrank der Matthäuskapelle aufbewahrt. Ab 1861 nutzte man die Karlskapelle, später wegen Erhaltungsproblemen die Ungarnkapelle (bis 1929). Nach dem Umbau der Armseelenkapelle wurde der Schatz dorthin verlegt, 1931 erweitert und gesichert. Nach Kriegsreparaturen öffnete die Schatzkammer 1946 erneut, 1958 folgte ein weiterer Umbau.
Heute umfasst die Ausstellung etwa 100 Exponate mit Schwerpunkt auf karolingischer Kunst: Goldschmiedearbeiten, Elfenbeinschnitzereien, Handschriften und Textilien. Neben diesen Objekten beherbergt der Schatz bedeutende Ausstattungsstücke der Kathedrale wie den Königsthron, den Barbarossaleuchter, Reliquiare, das Pala d’Oro und das Ambo Heinrichs II.
König Ludwig der Große schenkte laut Inventaren von 1367 und 1381 drei Tafelgemälde – zwei für die Kapelle, eines für den Dom. Sie werden heute im Schatz aufbewahrt. Die Gemälde selbst sind Kopien aus dem 18. Jahrhundert, die Rahmen stammen jedoch aus dem 14. Jahrhundert.

## Eingang der Kapelle

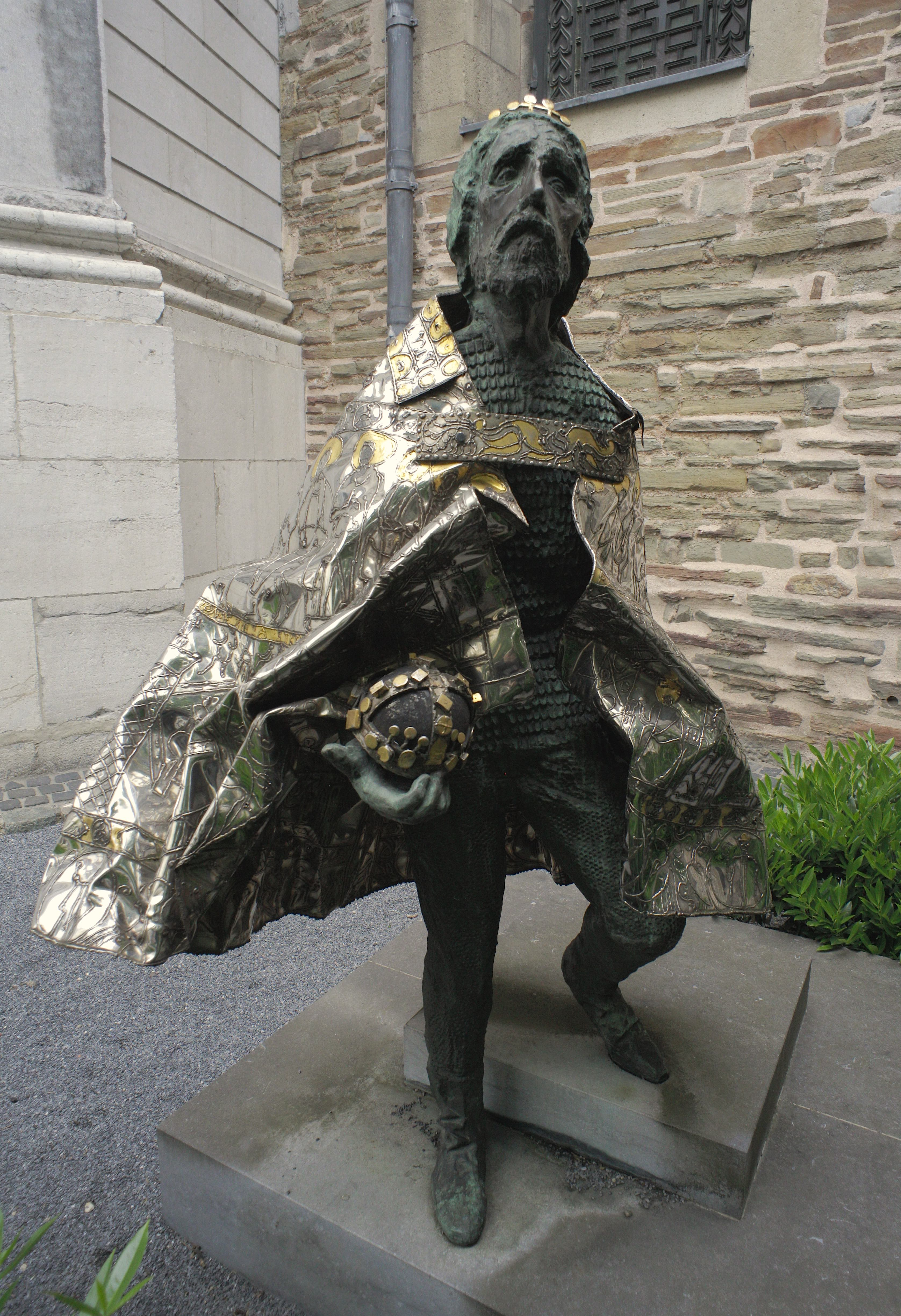
Statue des hl. Stephan

Die im 18. Jahrhundert neu errichtete Ungarnkapelle befindet sich rechts vom Haupteingang des Doms. Sie ist heute ein stiller, geschützter Gebetsraum im Aachener Dom.

## Statue des heiligen Stephan
Im Domgarten steht eine Bronzestatue des heiligen Stephan, geschaffen von Imre Varga. Sie wurde anlässlich der Heiligtumsfahrt 1993 von Ungarn gestiftet und von Premierminister József Antall im Beisein ungarischer Pilger enthüllt.
Die Statue ist unter einem Magnolienbaum frei zugänglich – sowohl vom Platz aus als auch im Garten, dessen Tor immer geöffnet ist. Die Inschrift lautet: SANCTVS STEPHANVS | REX APOSTOLICVS HVNGARIE | OPVS SCVLPTORIS IMRE VARGA | 1993.